# Nefelinito

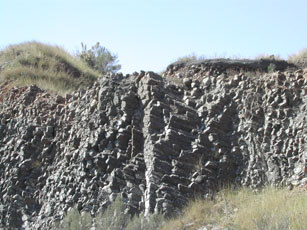
Disjunção colunar numa formação de nefelinito olivino-melilítico das rochas vulcânicas e intrusivas de Southern Balcones, Uvalde County, Texas.

Nefelinito é um tipo de rocha ígnea, vulcânica, de textura fina (afanítica), constituída quase inteiramente por nefelina e clinopiroxena (em geral augite).

## Descrição
O nefelinito é uma rocha efusiva constituída por nefelina e clinopiroxenas, sendo a mais comum a augite. Quando as olivinas estão presentes em quantidades substanciais, a rocha é em geral referida como nefelinito olivínico. A sua semelhança com o basalto, cuja coloração e textura partilha, bem como a proximidade em composição química leva a que por vezes os nefelinitos sejam designados por basaltos nefelínicos. Contudo, os basaltos são constituídos maioritariamente por clinopiroxenas (augite) e plagioclases cálcicas, não tendo a riqueza em nefelina que caracteriza os nefelinitos.
Os basaltos, basaltos acalinos, basanitos, nefelinitos tefríticos e nefelenitos diferem parcialmente nas proporções relativas de plagioclase e nefelina.
Os basaltos alcalinos contêm quantidades menores de nefelina, a qual aparece expressa na sua mineralogia normativa do tipo CIPW. Uma rácio crítica na classificação destas rochas é a razão nefelina//nefelina + plagioclase): (1) os basanitos apresentam um valor para esta razão entre 0.,1 e 0,6 e também contêm mais de 10% em volume de olivina; (2) os nefilinitos tefríticos apresentam uma razão entre 0,6 e 0,9; e (3) os nefelinitos apresentam um valor superior a 0,9. Estes critérios, a par de outros permitem a distinção entre este grupo de rochas, o qual é na realidade um continuum dificilmente discernível sem recurso aos métodos de análise instrumental.
Os nefelinitos são o exemplo de uma rocha ígnea insaturada em sílica. O grau de saturação em sílica pode ser avaliado recorrendo às técnicas de mineralogia normativa, recorrendo a uma composição mineral virtual calculada com base na composição química,  ou comparando a composição mineral da amostra com a mineralogia que estaria presente numa rocha ígnea completamente cristalizada com paragéneses mineralógicas equilibradas. Enquanto rochas sobressaturadas em sílica apresentam quartzo (ou outro polimorfo da sílica), as rochas ígneas máficas subsaturadas contêm olivinas magnesianas (forsterite) mas não ortopiroxenas magnesianas ou feldspatoides. As rochas ígneas saturadas situam-se entre estas duas classes.
As rochas ígneas máficas subsaturadas em sílica são muito menos abundante do que os basaltos saturado ou sobressaturados em sílica. A génese destas rochas máficas menos comuns, como o nefelinito, é geralmente atribuída a mais de uma das três causas seguintes:
- Pressão de fusão relativamente alta;
- Grau relativamente baixo de fusão fraccionada numa fonte mantélica;
- Teor de dióxido de carbono dissolvido relativamente elevada na massa fundida.

os nefelinitos e rochas semelhantes contêm tipicamente concentrações relativamente elevadas de elementos químicos incomuns, tais como as terras raras mais leves, consistentes com um baixo grau de fusão do peridotito do manto a profundidades suficientes para estabilizar granadas. Os nefelinitos estão também associados com carbonatitos em algumas ocorrências, o que é consistente com fontes constituídas por rochas relativamente ricas em dióxido de carbono.
Os nefelinitos ocorrem em ilhas oceânicas, como Oahu, embora este tipo de rocha seja muito raro nas ilhas do Hawaii. Contudo, ocorre numa variedade de ambientes geológicos continentais. Um exemplo é a escoada de lava nefelínica de Hamada, no sudoeste da Japão, que data do final do Mioceno. Os nefelinitos também estão associados com o vulcanismo altamente alcalina do campo vulcânico de Ol Doinyo Lengai, na Tanzânia.
Nyiragongo, outro vulcão africano conhecido pela seu lago de lava semi-permanente, emite lava constituída por nefelinito rico em melilite. A composição química incomum desta rocha ígnea pode ser um factor na fluidez incomum das lavas daquele vulcão.
Escoadas lávicas de nefelinito olivínico também ocorrem no campo vulcânico de Wells Gray-Clearwater no leste da British Columbia e no Volcano Mountain na região central do Yukon Territory. Nefelinitos intrusivos ricos em olivinas e melilite, datados do Cretáceo, ocorrem na região em torno de Uvalde, Texas.